# Steinbruch Hasselichskopf
Koordinaten: 50° 44′ 15″ N, 7° 53′ 32″ O

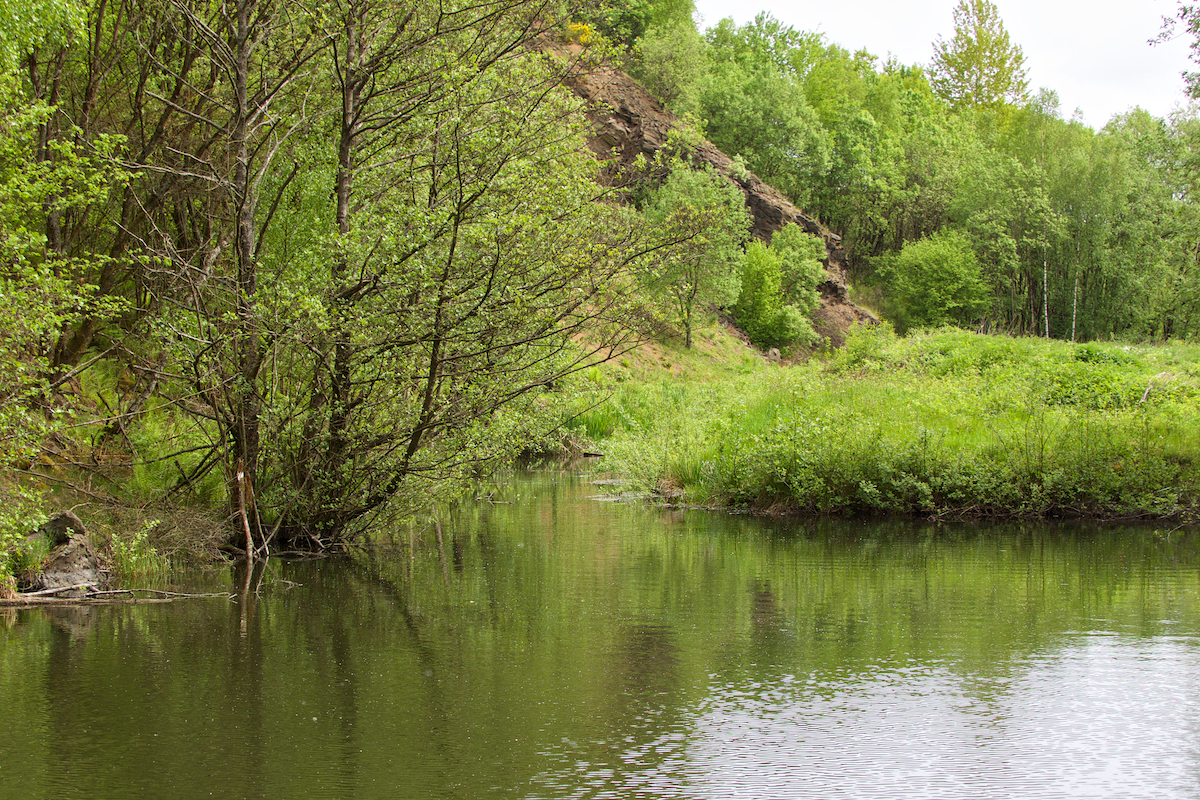
Naturschutzgebiet Steinbruch Hasselichskopf (Mai 2016)

Das Naturschutzgebiet Steinbruch Hasselichskopf liegt im Landkreis Altenkirchen (Westerwald) in Rheinland-Pfalz.
Das 30,069 ha große Gebiet, das im Jahr 1996 unter Naturschutz gestellt wurde, erstreckt sich nordöstlich der Ortsgemeinde Elkenroth. Unweit westlich des Gebietes verläuft die Landesstraße L 288 und südlich die L 286.
Schutzzweck ist die Erhaltung des ehemaligen Steinbruchbereiches „Hasselichskopf“ mit seinen Wasser- und Flachwasserzonen und mit seinen Steilflächen als Lebensraum seltener, in ihrem Bestand bedrohter Tierarten. Das sind insbesondere Amphibien, Reptilien und seltene Vogelarten.